# Patrick Lemarié
Patrick Lemarié (ur. 6 lutego 1968 roku Paryżu) – francuski kierowca wyścigowy.

## Kariera
Francuz wyścigową karierę rozpoczął od startów w Atlantyckiej Formule Toyota. W latach 1996–1997 brał udział w Międzynarodowej Formule 3000, w której zajął odpowiednio 13. i 14. miejsce w końcowej klasyfikacji.
W latach 1999–2002 pełnił funkcję kierowcy testowego w brytyjskiej stajni F1 – British American Racing – należącej do jego menedżera Craiga Pollocka. Pomimo tego nigdy nie zadebiutował w wyścigach Grand Prix.
W roku 2003, za sprawą swojego menedżera, zadebiutował w amerykańskich wyścigach Champ Car, w zespole KV Racing. Wziął jednak udział w zaledwie sześciu wyścigach, po czym został zastąpiony w zespole przez Bryan Herta. Dzięki dwukrotnemu zajęciu 10. pozycji, w pierwszych dwóch wyścigach sezonu, zmagania zakończył na 21. lokacie.
Oprócz tego Francuz w swojej karierze startował jeszcze w serii Indy Lights oraz wyścigach długodystansowych – American Le Mans Series oraz 24h Le Mans.